# Förstakammarvalet i Sverige 1965
Förstakammarvalet i Sverige 1965 var ett val i Sverige till Sveriges riksdags första kammare. Valet hölls i den femte valkretsgruppen i september månad 1965.
Tre valkretsar utgjorde den femte valkretsgruppen: Jönköpings läns valkrets, Göteborgs och Bohus läns valkrets och Värmlands läns valkrets. Ledamöterna utsågs av valmän från det landsting som valkretsarna motsvarade. Ordinarie val till den femte valkretsgruppen hade senast ägt rum 1957.
De valda ledamöterna valdes på ett åttaårigt mandat, till och med 31 december 1973. I praktiken utlöpte samtliga mandat i första kammaren den 31 december 1970, då enkammarriksdagen infördes från och med den 1 januari 1971. Val till den nya enkammarriksdagen hölls i september 1970.

## Valmän
| Landsting          | H    | C    | F    | S    | SKP | Totalt |
| ------------------ | ---- | ---- | ---- | ---- | --- | ------ |
| Landsting          |      |      |      |      |     | Totalt |
| Jönköping          | 10   | 12   | 16   | 29   | 0   | 67     |
| Göteborg och Bohus | 6    | 6    | 15   | 23   | 1   | 51     |
| Värmland           | 11   | 8    | 12   | 40   | 1   | 72     |
| Totalt             | 27   | 26   | 43   | 92   | 2   | 190    |
| %                  | 14,2 | 13,7 | 22,6 | 48,4 | 1,1 | 100,0  |

## Mandatfördelning
Den nya mandatfördelningen som gällde vid riksdagen 1966 innebar att Socialdemokraterna behöll egen majoritet. 
| Parti  | Parti                        | FK 1965 | 5:e valkretsgruppen | 5:e valkretsgruppen | 5:e valkretsgruppen | FK 1966 |
| Parti  | Parti                        | FK 1965 | Innan               | Efter               | Ändring             | FK 1966 |
| ------ | ---------------------------- | ------- | ------------------- | ------------------- | ------------------- | ------- |
|        | Socialdemokraterna           | 78      | 8                   | 9                   | ▲1                  | 79      |
|        | Folkpartiet                  | 26      | 3                   | 3                   | ▬                   | 26      |
|        | Högerpartiet                 | 26      | 3                   | 3                   | ▬                   | 26      |
|        | Centerpartiet                | 19      | 3                   | 2                   | ▼1                  | 18      |
|        | Sveriges kommunistiska parti | 2       | 0                   | 0                   | ▬                   | 2       |
| Totalt | Totalt                       | 151     | 17                  | 17                  | ▬                   | 151     |

## Invalda riksdagsledamöter
Jönköpings läns valkrets:
- Holge Ottosson, h
- Torsten Bengtson, c
- Rolf Wirtén, fp
- Tage Johansson, s
- Göran Karlsson, s
- Olof Palme, s

Göteborgs och Bohus läns valkrets:
- Arne Svenungsson, h
- Herbert Hermansson, c
- Eskil Tistad, fp
- Einar Dahl, s
- Nils Magnusson, s

Värmlands läns valkrets:
- Rolf Kaijser, h
- Karl Erik Eriksson, fp
- Sten Andersson, s
- Oscar Carlsson, s
- Kaj Lokander, s
- Dagmar Ranmark, s